# Список аэропортов штата Вермонт
Список аэропортов штата Вермонт Соединённых Штатов Америки, сгруппированных по типу. Содержит все гражданские и военные аэропорты штата. Некоторые частные и ныне не используемые аэропорты могут находиться в списке (например, если ФАА зафиксированы коммерческие перевозки или если аэропорт имеет код ИАТА).

## Список
Описание каждого столбца в разделе «Пояснения к таблице».
FAA location identifiers link to page from Vermont Airport Directory.
Аэропорты, чьи названия выделены жирным, обеспечивают регулярные коммерческие перевозки.
| Город              | ФАА | ИАТА | ИКАО | Аэропорт                                                      | Кат. | Пасс./год |
| ------------------ | --- | ---- | ---- | ------------------------------------------------------------- | ---- | --------- |
|                    |     |      |      | Важнейшие аэропорты (PR)                                      |      |           |
| Берлингтон         | BTV | BTV  | KBTV | Burlington International Airport                              | PR   | 681 678   |
|                    |     |      |      | Аэропорты авиации общего назначения (GA)                      |      |           |
| Барре / Монтпилиер | MPV | MPV  | KMPV | Edward F. Knapp State Airport                                 | GA   | 36        |
| Беннингтон         | DDH |      | KDDH | William H. Morse State Airport                                | GA   | 16        |
| Fair Haven         | 1B3 |      |      | Fair Haven Municipal Airport                                  | GA   |           |
| Highgate           | FSO |      | KFSO | Franklin County State Airport                                 | GA   |           |
| Lyndonville        | 6B8 | LLX  |      | Caledonia County Airport (was Caledonia County State)         | GA   |           |
| Middlebury         | 6B0 |      |      | Middlebury State Airport                                      | GA   | 2         |
| Моррисвилль        | MVL | MVL  | KMVL | Morrisville-Stowe State Airport                               | GA   | 7         |
| Ньюпорт            | EFK | EFK  | KEFK | Newport State Airport                                         | GA   | 9         |
| Post Mills         | 2B9 |      |      | Post Mills Airport                                            | GA   |           |
| Рутленд            | RUT | RUT  | KRUT | Rutland Southern Vermont Regional Airport (was Rutland State) | GA   | 2 245     |
| Спрингфилд         | VSF | VSF  | KVSF | Hartness State Airport                                        | GA   | 4         |
| Warren             | 0B7 |      |      | Warren-Sugarbush Airport                                      | GA   |           |
|                    |     |      |      | Прочие гражданские аэропорты (отсутствуют в NPIAS)            |      |           |
| Island Pond        | 5B1 |      |      | John H. Boylan State Airport                                  |      |           |
| North Windham      | 3N3 |      |      | Robin's Nest Airport                                          |      |           |
| Shelburne          | VT8 |      |      | Shelburne Airport                                             |      |           |
| Вердженс           | B06 |      |      | Basin Harbor Airport                                          |      |           |
| West Dover         | 4V8 |      |      | Mount Snow Airport                                            |      |           |

## Пояснения к таблице
- Город — город, который обслуживается аэропортом.
- Код ФАА — код аэропорта, назначенный Федеральной администрацией по авиации.
- Код ИАТА — код аэропорта ИАТА. Если код ИАТА не совпадает с кодом ФАА данного аэропорта, то он выделен жирным.
- Код ИКАО — код аэропорта ИКАО.
- Аэропорт — официальное название аэропорта.
- Кат. (категория) — одна из четырёх категорий аэропортов, определяемая ФАА на основе плана NPIAS (National Plan of Integrated Airport Systems) на 2007—2011 годы:
  - PR: (Commercial Service — Primary) — аэропорт, имеющий коммерческий пассажиропоток более 10000 человек в год.
  - CS: (Commercial Service — Non-Primary) — аэропорт, имеющий коммерческий пассажиропоток не менее 2500 человек в год.
  - RL: (Reliever) — аэропорты авиации общего назначения, находящиеся в крупных городах. Имеют сходство с аэропортами категории GA. Помимо базирования частной авиации, аэропорты используются для того, чтобы разгрузить крупные аэропорты от небольших самолётов, осуществляющих коммерческие пассажирские перевозки.
  - GA: (General Aviation) — аэропорты авиации общего назначения. В аэропорту должны базироваться не менее 10 воздушных судов, но обслуживаться не более 2500 пассажиров в год. Это означает, что большинство воздушных судов принадлежат и используются частными лицами, и коммерческие перевозки либо отсутствуют, либо незначительны.
- Пасс./год — коммерческий пассажиропоток за 2006 календарный год (согласно отчёту ФАА).